# Melinopterus tingens
Melinopterus tingens är en skalbaggsart som beskrevs av Edmund Reitter 1892. Melinopterus tingens ingår i släktet Melinopterus och familjen Aphodiidae. Inga underarter finns listade i Catalogue of Life.